# Haftanstalt Tillabéri
Die Haftanstalt Tillabéri (französisch Maison d’arrêt de Tillabéri) ist ein Gefängnis in der Stadt Tillabéri in Niger.

## Baubeschreibung und Geschichte
Die Haftanstalt befindet sich im Stadtzentrum von Tillabéri in der gleichnamigen Region Tillabéri. Sie ist auf eine Aufnahmekapazität von 150 Insassen ausgelegt. Es handelt sich um eine nicht spezialisierte Anstalt, in der generell Personen, die mit dem Gesetz in Konflikt geraten sind, inhaftiert werden. Mit dem Zentrum für berufliche Wiedereingliederung Daïkaïna gibt es eine weitere Haftanstalt im Gemeindegebiet von Tillabéri.
Das Gefängnis besteht seit dem Jahr 1950. Es wurde von der damaligen Kolonialmacht Frankreich errichtet. Der Antikolonialist und spätere Minister Issa Ibrahim war in den 1950er Jahren, noch unter französischer Herrschaft, ein Häftling in Tillabéri. Im Jahr 1982 starb hier der frühere Gewerkschaftsführer Sido Hassane mutmaßlich an Erstickung. Im Rahmen der Bekämpfung der COVID-19-Pandemie in Niger erließ Staatspräsident Mahamadou Issoufou am 30. März 2020 landesweit 1540 Gefangenen ihre restliche Haftstrafe, darunter 42 in der Haftanstalt Tillabéri.